# The Pride of Spitalfields
The Pride of Spitalfields (antes The Romford Arms) es un pub en el número 3 de Heneage Street, en Spitalfields, en el East End de Londres, junto a Brick Lane. Estuvo relacionado con un sospechoso de ser Jack el Destripador.

## Historia

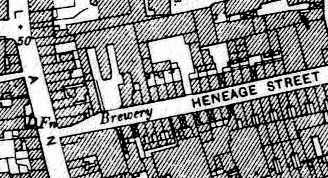
Extracto del mapa Ordnance Survey de 1894 que muestra Heneage Street, Londres E1.

El pub existe al menos desde mediados del siglo XIX, aunque no siempre con ese nombre. Según los mapas disponibles, Heneage Street se creó entre 1802 y 1822.
En el directorio comercial de la Oficina de Correos de 1889, el número 3 de Heneage Street, en el lado norte de la calle, figuraba como una cervecería al por menor, cuyo propietario era James Stewart. El lugar adyacente al este, el número 5 de Heneage Street, actualmente una casa y el estudio de un artista, fue el emplazamiento de la cervecería Best & Co., que cerró en 1902.

### Jack el Destripador
Uno de los sospechosos señalados por los investigadores, James Hardiman, "vendedor de carne de gato", vivía en el número 13 de Heneage Street y bebía en el Romford Arms.
Otro testigo más notable y sospechoso del Destripador, George Hutchinson, hizo declaraciones que algunos investigadores han sugerido que había estado bebiendo en The Romford Arms la noche del 9 de noviembre de 1888 antes de conocer a una de las víctimas.

### Época moderna
El nombre del pub cambió de The Romford Arms en algún momento entre 1983 y 1986, según publicaciones contemporáneas.
David Gray rodó su videoclip Sail Away en el pub en 1998.
En 2003, el pub sufrió daños en un atentado con cóctel molotov.
En 2013, fue galardonado con el premio "East London Pub of the Year" por CAMRA - the Campaign for Real Ale, un premio compartido con el Eleanor Arms, Bow.<ref>"Branch Diaries". London Drinker Magazine. 35 (3): 5. 22 de mayo de 2013./ref>